# 무피로신
무피로신(영어: mupirocin)은 농가진이나 모낭염과 같은 표재성 피부 감염에 유용한 국소 항생제이다. 무피로신은 박트로반(영어: Bactroban)이라는 상품명으로 판매된다. 무피로신은 또한 증상 없이 코에 존재할 때 메티실린 내성 황색포도상구균(MRSA)을 제거하는 데 사용할 수 있다. 내성이 생길 우려가 있으므로 10일 이상 사용하지 않는 것이 좋다. 무피로신은 피부에 바르는 크림이나 연고로 사용된다.

## 같이 보기
- 항생제
- 항생제 내성